# NGC 3144
NGC 3144 (również NGC 3174, PGC 29949 lub UGC 5519) – galaktyka spiralna z poprzeczką (SBa/P), znajdująca się w gwiazdozbiorze Smoka. Odkrył ją William Herschel 2 kwietnia 1801 roku, jednak podana przez niego pozycja była niedokładna. Niezależnie odkrył ją Heinrich Louis d’Arrest 25 września 1865 roku. Rozbieżność pozycji sprawiła, że John Dreyer skatalogował galaktykę dwukrotnie – jako NGC 3144 (obserwacja d’Arresta) i NGC 3174 (obserwacja Herschela).
W galaktyce tej zaobserwowano supernową SN 2008gx.